# Cuarto del Medio (Villalba de los Llanos)
Cuarto del Medio es una localidad del municipio de Villalba de los Llanos, en la comarca del Campo de Salamanca, provincia de Salamanca, España. 

## Demografía
En 2017 Cuarto del Medio contaba con una población de 1 habitante (INE 2017).
| Gráfica de evolución demográfica de Cuarto del Medio entre 2000 y 2017                   |
|                                                                                          |
| Fuente: Instituto Nacional de Estadística de España - Elaboración gráfica por Wikipedia. |